# 博爾科 (密蘇里州)
博爾科（英語：Bolckow）是位於美國密蘇里州安德魯縣的城市。

## 人口
根據2020年美國人口普查的數據，博爾科的面積為0.84平方千米，皆為陸地。當地共有人口163人，而人口密度為每平方千米194人。